# 에티하드 항공의 운항 노선
에티하드 항공은 66개의 노선을 취항하고 있으며 에티하드 카고는 14개의 노선을 취항하고 (에티하드 항공의 취항지까지 포함) 현재 아프리카, 아시아, 유럽, 북아메리카, 오세아니아 등 42개의 도시에 취항하고 있다.
- 화물 - 에티하드 카고에 의해 독점적으로 취항.
- * - 에티하드 항공과 에티하드 카고 모두 취항.[2]

## 운항 노선

### 아시아

#### 동아시아
- 대한민국
  - 서울 - 인천국제공항
- 중화인민공화국
  - 베이징 - 베이징 수도 국제공항
  - 상하이 - 상하이 푸둥 국제공항 *
  - 어저우 - 어저우 화후 공항 화물[4]
- 일본
  - 도쿄 - 나리타 국제공항
  - 오사카 - 간사이 국제공항[5]
- 홍콩
  - 홍콩 - 홍콩 첵랍콕 국제공항 *
- 중화민국
  - 타이페이 - 타이완 타오위안 국제공항 - (2025년 9월 7일 신규취항)[6]

#### 동남아시아
- 말레이시아
  - 쿠알라룸푸르 - 쿠알라룸푸르 국제공항
- 베트남
  - 하노이 - 노이바이 국제공항 화물 - (2025년 11월 3일 여객편 신규취항)[6]
  - 호치민 시 - 떤선녓 국제공항 화물
- 싱가포르
  - 싱가포르 - 싱가포르 창이 국제공항
- 인도네시아
  - 자카르타 - 수카르노 하타 국제공항
  - 덴파사르 - 응우라라이 국제공항[7]
  - 메단 - 쿠알라나무 국제공항 - (2025년 10월 2일 신규취항)[6]
- 캄보디아
  - 프놈펜 - 프놈펜 국제공항 - (2025년 10월 3일 신규취항)[6]
- 태국
  - 방콕 - 수완나품 국제공항
  - 끄라비 - 끄라비 국제공항 - (2025년 10월 9일 신규취항)[6]
  - 치앙마이 - 치앙마이 국제공항 - (2025년 11월 3일 신규취항)[6]
  - 푸켓 - 푸켓 국제공항
- 필리핀
  - 마닐라 - 니노이 아키노 국제공항

#### 남아시아
- 몰디브
  - 말레 - 벨라나 국제공항
- 방글라데시
  - 다카 - 샤잘랄 국제공항 화물
  - 치타공 - 샤아마나트 국제공항 화물
- 스리랑카
  - 콜롬보 - 반디라나이케 국제공항
- 인도
  - 델리 - 인디라 간디 국제공항 *
  - 뭄바이 - 차트라파티 시바지 국제공항 *
  - 벵갈루루 - 벵갈루루 국제공항 *
  - 아메다바드 - 사다르 발라바이 파텔 국제공항
  - 첸나이 - 첸나이 국제공항 *
  - 코지코드 - 칼리커트 국제공항
  - 코치 - 코친 국제공항
  - 콜카타 - 네타지 수바스 찬드라 보스 국제공항
  - 트리반드룸 - 트리반드룸 국제공항
  - 하이데라바드 - 라지브 간디 국제공항

#### 서남아시아
- 레바논
  - 베이루트 - 베이루트 라픽 국제공항
- 바레인
  - 마나마 - 바레인 국제공항
- 사우디아라비아
  - 리야드 - 킹 칼리드 국제공항
  - 담맘 - 킹 파드 국제공항 *
  - 메디나 - 프린스 모하메드 빈 압둘아지즈 국제공항 - (2025년 11월 9일 재취항)[8]
  - 제다 - 킹 압둘아지즈 국제공항
- 아랍에미리트
  - 아부다비 - 아부다비 국제공항 허브
- 오만
  - 무스카트 - 무스카트 국제공항
- 요르단
  - 암만 - 퀸 알리아 국제공항
- 카타르
  - 도하 - 하마드 국제공항[9]
- 쿠웨이트
  - 쿠웨이트 시티 - 쿠웨이트 국제공항
- 파키스탄
  - 이슬라마바드 - 뉴이슬라마바드 국제공항
  - 라호르 - 알라마 이크발 국제공항
  - 카라치 - 진나 국제공항
  - 펜샤와르 - 바차 칸 국제공항 - (2025년 11월 22일 재취항)[10]

#### 중앙아시아
- 아르메니아
  - 예레반 - 츠바르트노츠 국제공항 - (2026년 3월 9일 재취항)[8]
- 아제르바이잔
  - 바쿠 - 헤이다르 알리예프 국제공항 - (2026년 3월 2일 재취항)[8]
- 우즈베키스탄
  - 타슈켄트 - 타슈켄트 국제공항 - (2026년 3월 17일 신규취항)[8]
- 조지아
  - 트빌리시 - 트빌리시 국제공항 - (2026년 3월 13일 신규취항)[8]
- 카자흐스탄
  - 알마티 - 알마티 국제공항 - (2026년 3월 16일 재취항)[8]

### 아프리카

#### 남아프리카
- 남아프리카 공화국
  - 요하네스버그 - OR 탐보 국제공항 *[11]

#### 동아프리카
- 에티오피아
  - 아디스아바바 - 볼레 국제공항 - (2025년 10월 1일 재취항)[12]
- 케냐
  - 나이로비 - 조모 케냐타 국제공항 *

#### 북아프리카
- 모로코
  - 카사블랑카 - 모하메드 V 국제공항
- 알제리
  - 알제 - 우아리 부메디엔 공항 - (2025년 11월 7일 신규취항)[6]
- 이집트
  - 카이로 - 카이로 국제공항
  - 알렉산드리아 - 보르그엘아랍 국제공항 계절편
  - 엘알라메인 - 엘알라메인 국제공항 - (2025년 11월 1일 신규취항)[6]
- 튀니지
  - 튀니스 - 튀니스 카르타고 국제공항 - (2025년 7월 17일 신규취항)[6]

### 유럽

#### 서유럽
- 영국
  - 런던 - 런던 히드로 국제공항 *[11]
  - 맨체스터 - 맨체스터 공항
  - 이스트 미들랜드 - 이스트 미들랜드 공항 화물
- 프랑스
  - 파리 - 파리 샤를 드 골 국제공항
  - 니스 - 니스 코트다쥐르 공항 계절편
- 독일
  - 뒤셀도르프 - 뒤셀도르프 국제공항
  - 뮌헨 - 뮌헨 국제공항
  - 프랑크푸르트 - 프랑크푸르트 국제공항 *
- 네덜란드
  - 암스테르담 - 암스테르담 스키폴 국제공항 *
- 벨기에
  - 브뤼셀 - 브뤼셀 국제공항
- 아일랜드
  - 더블린 - 더블린 공항

#### 중유럽
- 스위스
  - 제네바 - 제네바 국제공항
  - 취리히 - 취리히 국제공항 *

#### 남유럽
- 그리스
  - 아테네 - 아테네 국제공항
  - 미키노스 - 미키노스 국제공항 계절편
  - 산토리니 - 산토리니 국제공항 계절편
  - 헤라킬리온 - 헤라킬리온 국제공항 계절편
- 스페인
  - 마드리드 - 마드리드 바하라스 국제공항
  - 말라가 - 말라가 공항
  - 바르셀로나 - 바르셀로나 엘프라트 국제공항 *[13]
- 이탈리아
  - 로마 - 레오나르도 다 빈치 국제공항
  - 밀라노 - 밀라노 말펜사 국제공항 *
- 튀르키예
  - 이스탄불 - 이스탄불 아르나부코이 국제공항

#### 동유럽
- 러시아
  - 모스크바 - 세례메티예보 국제공항[14]
  - 상트페테르부르크 - 풀코보 국제공항
  - 소치 - 소치 국제공항[15]
- 루마니아
  - 부쿠레슈티 - 헨리 코안더 국제공항 - (2026년 3월 16일 신규취항)[8]
- 체코
  - 프라하 - 프라하 바츨라프 하벨 국제공항[16]
- 폴란드
  - 바르샤바 - 바르샤바 쇼팽 국제공항[16]

### 아메리카

#### 북아메리카
- 미국
  - 워싱턴 D.C. - 워싱턴 덜레스 국제공항 *[11]
  - 뉴욕 - 존 F. 케네디 국제공항 *[11]
  - 로스앤젤레스 - 로스앤젤레스 국제공항 *[11]
  - 마이애미 - 마이애미 국제공항 화물
  - 보스턴 - 보스턴 로건 국제공항
  - 샬럿 - 샬럿 더글러스 국제공항 - (2026년 5월 4일 신규취항)[17]
  - 시카고 - 시카고 오헤어 국제공항 *[11]
  - 애틀랜타 - 하츠필드 잭슨 애틀랜타 국제공항[6]
  - 콜럼버스 - 리켄배커 국제공항 화물
- 캐나다
  - 토론토 - 토론토 피어슨 국제공항

### 오세아니아
- 오스트레일리아
  - 멜버른 - 멜버른 공항
  - 시드니 - 시드니 킹스포드 스미스 국제공항

## 과거 취항지

### 아시아

#### 동아시아
- 중화인민공화국
  - 광저우 - 광저우 바이윈 국제공항[18][19]
  - 선전 - 선전 바오안 국제공항 화물[20]
  - 정저우 - 정저우 신정 국제공항 화물
  - 청두 - 청두 솽류 국제공항
  - 충칭 - 충칭 장베이 국제공항
  - 톈진 - 톈진 빈하이 국제공항 화물
- 일본
  - 나고야 - 주부 센토레아 국제공항 - (베이징 경유)

#### 동남아시아
- 미얀마
  - 양곤 - 양곤 국제공항

#### 남아시아
- 네팔
  - 카트만두 - 트리부반 국제공항
- 인도
  - 자이푸르 - 자이푸르 국제공항

#### 서남아시아
- 시리아
  - 다마스쿠스 - 다마스쿠스 국제공항
- 아랍에미리트
  - 두바이 - 알막툼 국제공항 화물
  - 샤르자 - 샤르자 국제공항 화물
- 아프가니스탄
  - 카불 - 카불 국제공항
  - 바그람 - 바그람 공군기지 화물
- 예멘
  - 사나 - 사나 국제공항
- 오만
  - 살랄라 - 살랄라 국제공항 계절편
- 이란
  - 테헤란 - 테헤란 이맘 호메이니 국제공항
- 이라크
  - 바그다드 - 바그다드 국제공항
  - 바스라 - 바스라 국제공항
  - 에르빌 - 에르빌 국제공항
- 파키스탄
  - 이슬라마바드 - 베나지르 부토 국제공항
  - 시알코트 - 시알코트 국제공항

#### 중앙아시아
- 카자흐스탄
  - 아스타나 - 누르술탄 나자르바예프 국제공항

### 아프리카

#### 서아프리카
- 나이지리아
  - 라고스 - 무르탈라 모하메드 국제공항 화물[21]
- 모리타니
  - 누악쇼트 - 누악쇼트 국제공항
- 차드
  - 은자메나 - 은자메나 국제공항 화물
- 카메룬
  - 두울라 - 두울라 국제공항
- 콩고 공화국
  - 브라자빌 - 먀야먀야 공항 화물

#### 남아프리카
- 남아프리카 공화국
  - 케이프타운 - 케이프타운 국제공항
- 수단
  - 하르툼 - 하르툼 국제공항
- 탄자니아
  - 다르에르살람 - 줄리어스 니에레레 국제공항

#### 동아프리카
- 세이셸
  - 마헤 - 세이셸 국제공항[22]
- 우간다
  - 엔테베 - 엔테베 국제공항
- 지부티
  - 지부티 시 - 암불리 국제공항 화물
- 케냐
  - 엘도레트 - 엘도레트 국제공항 화물

#### 북아프리카
- 리비아
  - 트리폴리 - 트리폴리 국제공항
  - 벵가지 - 베니나 국제공항
- 모로코
  - 라바트 - 라바트 살레 국제공항
- 이집트
  - 알렉산드리아 - 알렉산드리아 국제공항

### 유럽

#### 서유럽
- 영국
  - 런던 - 런던 개트윅 국제공항[23]
  - 런던 - 런던 스탠스테드 공항 화물
  - 에든버러 - 에든버러 공항
- 독일
  - 한 - 프랑크푸르트 한 공항 화물
- 룩셈부르크
  - 룩셈부르크 시티 - 룩셈부르크 핀델 국제공항

#### 중유럽
- 오스트리아
  - 빈 - 빈 국제공항

#### 남유럽
- 스페인
  - 사라고사 - 사라고사 공항 화물
- 이탈리아
  - 베니스 - 베니스 마르코 폴로 국제공항 계절편
- 키프로스
  - 라르나카 - 라르나카 국제공항
- 튀르키예
  - 이스탄불 - 아타튀르크 국제공항
  - 이스탄불 - 사비하괵첸 국제공항

#### 동유럽
- 러시아
  - 모스크바 - 도모데도보 국제공항[14]
- 벨라루스
  - 민스크 - 민스크 국제공항
- 불가리아
  - 소피아 - 소피아 국제공항 화물
- 세르비아
  - 베오그라드 - 베오그라드 니콜라 테슬라 국제공항

#### 북유럽
- 덴마크
  - 코펜하겐 - 코펜하겐 카스트럽 국제공항

### 아메리카

#### 북아메리카
- 미국
  - 댈러스 - 댈러스 포트워스 국제공항
  - 마이애미 - 마이애미 국제공항 화물
  - 샌프란시스코 - 샌프란시스코 국제공항
  - 앵커리지 - 테드 스티븐스 앵커리지 국제공항 화물
  - 투산 - 투산 국제공항 화물
  - 헌츠빌 - 헌츠빌 국제공항
  - 휴스턴 - 조지 부시 인터콘티넨털 공항 화물

#### 남아메리카
- 브라질
  - 상파울루 - 상파울루 구아룰류스 국제공항
  - 캄피나스 - 비라코푸스 캄피나스 국제공항 화물
- 에콰도르
  - 키토 - 마리스칼 수크레 국제공항 화물
- 콜롬비아
  - 보고타 - 엘도라도 국제공항 화물
- 페루
  - 리마 - 호르헤 차베스 국제공항

#### 카리브해
- 바베이도스
  - 브리지타운 - 그랜틀리 아담스 국제공항 화물
- 푸에르토리코
  - 산후안 - 루이스 무뇨스 마린 국제공항 화물
  - 아구아디아 - 라파엘 헤르난데즈 국제공항

### 오세아니아
- 오스트레일리아
  - 브리즈번 - 브리즈번 공항
  - 퍼스 - 퍼스 공항